# Родригес, Альваро (футболист, 2004)
А́льваро Даниэ́ль Родри́гес Му́ньос (исп. Álvaro Daniel Rodríguez Muñoz; родился 14 июля 2004, Паламос, Испания) — уругвайский и испанский футболист, нападающий клуба «Эльче».

## Клубная карьера
24 октября 2021 года Альваро Родригес дебютировал в профессиональном футболе за фарм-клуб «Реал Мадрид Кастилья», выйдя на замену в матче против «Атлетико Санлукеньо».
В октябре 2022 года попал в заявку основной команды «Реала» на матч Лиги чемпионов УЕФА против «РБ Лейпциг», однако на поле не появился. 3 января 2023 года он дебютировал за основную команду в матче 1/16 финала Кубка Испании против «Касереньо». 18 февраля 2023 года Родригес дебютировал в Ла Лиге в матче против «Осасуны», когда Анчелотти выпустил его вместо Родриго под конец встречи. На 90-й минуте Альваро отличился голевой передачей на Винисиуса Жуниора, однако тот гол был отменён. Через несколько минут, в компенсированное время, после передачи Альваро Родригеса Марко Асенсио удвоил преимущество «сливочных». Через 5 дней, 25 февраля, в дерби с «Атлетико Мадрид» Родригес забил свой первый гол, поразив ворота Яна Облака.

## Карьера в сборной
В июне 2022 года вместе со сборной Испании до 18 лет принял участие в Средиземноморских играх 2022, где сыграл во всех трёх матчах групповой стадии, а также забил один мяч.
23 января 2023 года дебютировал за молодёжную сборную Уругвая в матче молодёжного чемпионата Южной Америки против Чили.

## Достижения
Сборная Уругвая (до 20 лет)
- Серебряный призёр молодёжного чемпионата Южной Америки: 2023